# Xian de Luobei
Le xian de Luobei (萝北县 ; pinyin : Luóběi Xiàn) est un district administratif de la province du Heilongjiang en Chine. Il est placé sous la juridiction de la ville-préfecture de Hegang.

## Démographie
La population du district était de 231 620 habitants en 1999.